# George Chapman

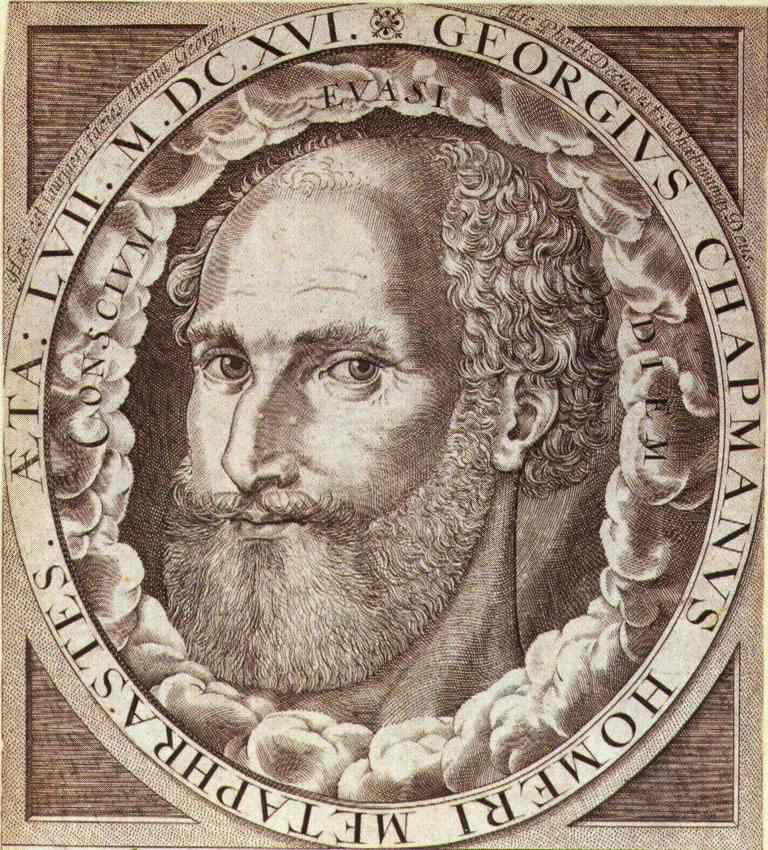
George Chapman.

George Chapman, född cirka 1559 i Hitchin, död 12 maj 1634 i London, var en engelsk dramatiker, översättare och poet.

## Biografi
George Chapman var yngre son till en godsägare och fick inte mycket i arv. Han deltog i kriget i Nederländerna och kom till London i början av 1590-talet för att försörja sig som författare. En författare på den tiden behövde en beskyddare med status och pengar. Men Chapman hade otur med sina val av beskyddare. Först vände han sig till sir Walter Raleigh, som blev misstänkt för blasfemi och kätteri i samband med beskyllningarna mot Christopher Marlowe. Efter att Raleigh fallit i onåd hos hovet vände sig Chapman till earlen av Essex, som avrättades 1599. Då vände Chapman sig istället till kungens äldste son Henry, men denne dog 1612. Sedan sökte sig Chapman till earlen av Somerset, som hamnade i fängelse. Chapman hade ekonomiska problem hela livet och kom ett par gånger i häkte på grund av sina skulder.
Chapman skrev folklustspel för Henslowes teatersällskap. 1595 slog han igenom med "The Blind Beggar of Alexandria", som skildrar hur den amoraliska huvudpersonen skiftar gestalt och lurar alla. Hans mest berömda komedi är "All Fools" (skriven 1599 och tryckt 1606) som baseras på två komedier av Terentius. I samarbete med Ben Jonson och John Marston skrev han komedin "Eastward Ho!" 1605. Titeln är ett svar på pjäsen "Westward Ho!" av Thomas Dekker och John Webster. I "Eastward Ho!" förekommer några gliringar mot skottar, vilket fick kung Jacob (som var skotte) att reagera och Chapman hamnade i arresten.
Chapman fullbordade också Christopher Marlowes dikt "Hero and Leander".
Chapman skrev också tragedier med motiv från fransk historia "Bussy d'Ambois" (1604, tryckt 1607) och "The Conspiracy and Tragedy of Charles, Duke of Byron". Båda handlar om övermodiga män som går under. Slutligen skrev han även pjäsen Monsieur d'Olive (1604, tryckt 1606).
Chapman är även känd genom sin Homerosöversättning i 2 band som utkom 1616. Många forskare har ansett Chapman vara den "rival poet" Shakespeare nämner i sina sonetter.

## Källa och litteratur
- Svensk uppslagsbok. Lund 1930.
- Gunnar Sjögren: Shakespeares samtida och deras dramatik (1969)